# Liste der Baudenkmäler im Wuppertaler Wohnquartier Arrenberg (G–Z)
Die Liste der Baudenkmäler im Wuppertaler Wohnquartier Arrenberg (G–Z) enthält die denkmalgeschützten Bauwerke auf dem Gebiet von Wuppertal-Arrenberg in Nordrhein-Westfalen (Stand: November 2011). Diese Baudenkmäler sind in der Denkmalliste der Stadt Wuppertal eingetragen; Grundlage für die Aufnahme ist das Denkmalschutzgesetz Nordrhein-Westfalen (DSchG NRW).

## Auszug aus der Denkmalliste

### Eingetragene Baudenkmäler
| Bild           | Bezeichnung             | Lage                                     | Beschreibung | Bauzeit                              | Eingetragen seit   | Denkmal- nummer |
| -------------- | ----------------------- | ---------------------------------------- | --- | ------------------------------------ | ------------------ | --------------- |
| weitere Bilder | Stellwerk               | Arrenberg Güterstraße Karte              | | kurz nach der Jahrhundertwende       | 18. Februar 2002   | 4194 Wikidata   |
| weitere Bilder | Bahnhofsgebäude         | Arrenberg Güterstraße 3 Karte            | Güterschuppen | kurz nach der Jahrhundertwende       | 21. März 2001      | 4163 Wikidata   |
| weitere Bilder | Wohnhaus                | Arrenberg Gutenbergstraße 12 Karte       | eine D-Nummer mit Gutenbergstraße 14                                                                                          |                                      | 4. Mai 1990        | 1748 Wikidata   |
| weitere Bilder | Wohn- und Geschäftshaus | Arrenberg Gutenbergstraße 14 Karte       | eine D-Nummer mit Gutenbergstraße 12                                                                                          | 2. Hälfte des 19. Jahrhunderts       | 4. Mai 1990        | 1748 Wikidata   |
| weitere Bilder | Wohnhaus                | Arrenberg Gutenbergstraße 19 Karte       | | vor 1895                             | 18. März 1992      | 2108 Wikidata   |
| weitere Bilder | Wohnhaus                | Arrenberg Gutenbergstraße 20 Karte       | |                                      | 5. August 1985     | 546 Wikidata    |
| weitere Bilder | Wohnhaus                | Arrenberg Gutenbergstraße 21 Karte       | | vor 1895                             | 18. März 1992      | 2113 Wikidata   |
| weitere Bilder | Wohnhaus                | Arrenberg Gutenbergstraße 23 Karte       | | vor 1895                             | 1. April 1992      | 2141 Wikidata   |
| weitere Bilder | Wohnhaus                | Arrenberg Gutenbergstraße 25 Karte       | | vor 1885                             | 14. Oktober 1991   | 1926 Wikidata   |
| weitere Bilder | Wohnhaus                | Arrenberg Gutenbergstraße 26 Karte       | | zweite Hälfte des 19. Jahrhunderts   | 13. Dezember 1991  | 1984 Wikidata   |
| weitere Bilder | Wohn- und Geschäftshaus | Arrenberg Gutenbergstraße 27 Karte       | | 2. Hälfte des 19. Jahrhunderts       | 8. Februar 1990    | 1700 Wikidata   |
| weitere Bilder | Wohnhaus                | Arrenberg Gutenbergstraße 29 Karte       | | vor 1895                             | 17. März 1992      | 2107 Wikidata   |
| weitere Bilder | Wohnhaus                | Arrenberg Gutenbergstraße 32 Karte       | eine D-Nummer mit Gutenbergstraße 34                                                                                          | spätes 19. Jahrhundert               | 22. Juni 1987      | 1072 Wikidata   |
| weitere Bilder | Wohnhaus                | Arrenberg Gutenbergstraße 34 Karte       | eine D-Nummer mit Gutenbergstraße 32                                                                                          | spätes 19. Jahrhundert               | 22. Juni 1987      | 1072 Wikidata   |
| weitere Bilder | Wohnhaus                | Arrenberg Gutenbergstraße 37 Karte       | | Ende des 19. Jahrhunderts            | 10. April 1987     | 1030 Wikidata   |
| weitere Bilder | Wohnhaus                | Arrenberg Gutenbergstraße 41 Karte       | | Ausgang des 19. Jahrhunderts         | 23. Juni 1987      | 1073 Wikidata   |
| weitere Bilder | Wohnhaus                | Arrenberg Gutenbergstraße 43 Karte       | | vor 1895                             | 25. Februar 1992   | 2048 Wikidata   |
| weitere Bilder | Wohn- und Geschäftshaus | Arrenberg Gutenbergstraße 44 Karte       | | spätes 19. Jahrhundert               | 22. April 1988     | 1346 Wikidata   |
| weitere Bilder | Wohnhaus                | Arrenberg Gutenbergstraße 45 Karte       | | vor 1895                             | 25. Februar 1992   | 2051 Wikidata   |
| weitere Bilder | Wohnhaus                | Arrenberg Gutenbergstraße 46 Karte       | | Ende des 19. Jahrhunderts            | 24. Juni 1987      | 1074 Wikidata   |
| weitere Bilder | Wohnhaus                | Arrenberg Gutenbergstraße 47 Karte       | | 2. Hälfte des 19. Jahrhunderts       | 10. Juli 1985      | 531 Wikidata    |
| weitere Bilder | Wohnhaus                | Arrenberg Gutenbergstraße 49 Karte       | | vor 1895                             | 16. März 1992      | 2103 Wikidata   |
| weitere Bilder | Wohnhaus                | Arrenberg Gutenbergstraße 51 Karte       | | Ende des 19. Jahrhunderts            | 24. Juni 1987      | 1075 Wikidata   |
| weitere Bilder | Wohnhaus                | Arrenberg Gutenbergstraße 53 Karte       | | um 1895                              | 13. Dezember 1991  | 1981 Wikidata   |
| weitere Bilder | Wohnhaus                | Arrenberg Gutenbergstraße 55 Karte       | | Ende des 19. Jahrhunderts            | 24. Juni 1987      | 1076 Wikidata   |
| weitere Bilder | Frauenwohnheim          | Arrenberg Gutenbergstraße 57 Karte       | Ehem. Kaiserin-Augusta-Stift; Frauenwohnheim, heute Kindertagesstätte.                                                        | 1895                                 | 10. April 1991     | 1888 Wikidata   |
| weitere Bilder | Wohnhaus                | Arrenberg Haarhausstraße 1 Karte         | | um 1870                              | 28. Mai 1993       | 2969 Wikidata   |
| weitere Bilder | Wohnhaus                | Arrenberg Haarhausstraße 3 Karte         | | um 1870                              | 22. August 1994    | 3515 Wikidata   |
| weitere Bilder | Wohnhaus                | Arrenberg Haarhausstraße 5 Karte         | | zwischen 1850 und 1870               | 5. Mai 1995        | 3690 Wikidata   |
| weitere Bilder | Wohnhaus                | Arrenberg Haarhausstraße 6 Karte         | | 1904                                 | 13. August 1992    | 2373 Wikidata   |
| weitere Bilder | Wohnhaus                | Arrenberg Haarhausstraße 7 Karte         | | vor 1870                             | 2. Mai 1995        | 3685 Wikidata   |
| weitere Bilder | Wohnhaus                | Arrenberg Haarhausstraße 8 Karte         | | Ende des 19. Jahrhunderts            | 27. Oktober 1992   | 2517 Wikidata   |
| weitere Bilder | Wohnhaus                | Arrenberg Haarhausstraße 10 Karte        | ehemaliges Kontorgebäude einer Zanella-Weberei                                                                                | vor 1870                             | 5. Mai 1995        | 3691 Wikidata   |
| weitere Bilder | Wohn- und Geschäftshaus | Arrenberg Haarhausstraße 11 Karte        | | zwischen 1886 und 1895               | 29. Mai 1995       | 3693 Wikidata   |
| weitere Bilder | Wohnhaus                | Arrenberg Haarhausstraße 13 Karte        | | ca. 1906–1907                        | 29. Mai 1995       | 3694 Wikidata   |
| weitere Bilder | Wohnhaus                | Arrenberg Haarhausstraße 16 Karte        | | 1897                                 | 27. Oktober 1986   | 897 Wikidata    |
| weitere Bilder | Wohnhaus                | Arrenberg Haarhausstraße 18 Karte        | | 1897                                 | 29. Mai 1995       | 3695 Wikidata   |
| weitere Bilder | Bahnhofsgebäude         | Arrenberg Hoeftstraße 4 Karte            | Bahnhof Steinbeck |                                      | 29. Juli 1991      | 1912 Wikidata   |
| weitere Bilder | Treppe                  | Arrenberg Jakobstreppe Karte             | Jakobstreppe, Jakobsleiter |                                      | 11. Februar 2009   | 4231 Wikidata   |
| weitere Bilder | Wohnhaus                | Arrenberg Löwenstraße 3 Karte            | | vor 1895                             | 27. Februar 1992   | 2061 Wikidata   |
| weitere Bilder | Wohnhaus                | Arrenberg Löwenstraße 4 Karte            | | um 1900                              | 5. Mai 1988        | 1354 Wikidata   |
| weitere Bilder | Wohnhaus                | Arrenberg Löwenstraße 5 Karte            | | gründerzeitlich                      | 9. Dezember 1985   | 663 Wikidata    |
| weitere Bilder | Wohnhaus                | Arrenberg Löwenstraße 6 Karte            | | um 1900                              | 28. Februar 1992   | 2075 Wikidata   |
| weitere Bilder | Wohnhaus                | Arrenberg Löwenstraße 7 Karte            | | Ende des 19. Jahrhunderts            | 28. Oktober 1985   | 637 Wikidata    |
| weitere Bilder | Wohnhaus                | Arrenberg Löwenstraße 8 Karte            | | gründerzeitlich                      | 7. Dezember 1987   | 1216 Wikidata   |
| weitere Bilder | Wohnhaus                | Arrenberg Löwenstraße 9 Karte            | | vor 1895                             | 28. Februar 1992   | 2074 Wikidata   |
| weitere Bilder | Wohnhaus                | Arrenberg Löwenstraße 10 Karte           | | spätes 19. Jahrhundert               | 22. Januar 1987    | 939 Wikidata    |
| weitere Bilder | Wohnhaus                | Arrenberg Löwenstraße 11 Karte           | | vor 1895                             | 28. Februar 1992   | 2078 Wikidata   |
| weitere Bilder | Wohnhaus                | Arrenberg Löwenstraße 12 Karte           | | spätes 19. Jahrhundert               | 7. Juli 1987       | 1086 Wikidata   |
| weitere Bilder | Wohnhaus                | Arrenberg Löwenstraße 15 Karte           | | Ende des 19. Jahrhunderts            | 26. September 1984 | 147 Wikidata    |
| weitere Bilder | Wohn- und Geschäftshaus | Arrenberg Löwenstraße 16 Karte           | | gründerzeitlich                      | 23. April 1985     | 415 Wikidata    |
| weitere Bilder | Wohnhaus                | Arrenberg Löwenstraße 17 Karte           | | um 1900                              | 28. Februar 1985   | 322 Wikidata    |
| weitere Bilder | Wohnhaus                | Arrenberg Moritzstraße 8 Karte           | | ca. 1896                             | 16. November 1995  | 3798 Wikidata   |
| weitere Bilder | Wohnhaus                | Arrenberg Moritzstraße 10 Karte          | | um 1908/09                           | 16. November 1995  | 3792 Wikidata   |
| weitere Bilder | Wohnhaus                | Arrenberg Moritzstraße 12 Karte          | eine D-Nummer mit Moritzstraße 12 a                                                                                           | um 1898–1900                         | 16. November 1995  | 3793 Wikidata   |
| weitere Bilder | Wohnhaus                | Arrenberg Moritzstraße 12 a Karte        | eine D-Nummer mit Moritzstraße 12                                                                                             | um 1898–1900                         | 16. November 1995  | 3793            |
| weitere Bilder | Fabrikgebäude           | Arrenberg Moritzstraße 14 Karte          | | 1904                                 | 26. November 1991  | 1937 Wikidata   |
| weitere Bilder | Wohnhaus                | Arrenberg Moritzstraße 17 Karte          | | zwischen 1876 und 1880               | 20. November 1995  | 3801 Wikidata   |
| weitere Bilder | Wohnhaus                | Arrenberg Nützenberger Straße 7 Karte    | eine D-Nummer mit Nützenberger Straße 7a                                                                                      | spätes 19. Jahrhundert               | 14. November 1989  | 1662 Wikidata   |
| weitere Bilder | Wohnhaus                | Arrenberg Nützenberger Straße 7 a Karte  | eine D-Nummer mit Nützenberger Straße 7                                                                                       | spätes 19. Jahrhundert               | 14. November 1989  | 1662 Wikidata   |
| weitere Bilder | Wohnhaus                | Arrenberg Nützenberger Straße 9 Karte    | | spätes 19. Jahrhundert               | 25. Juli 1989      | 1629 Wikidata   |
| weitere Bilder | Wohnhaus                | Arrenberg Nützenberger Straße 9 a Karte  | | Ende des 19. Jahrhunderts            | 3. Oktober 1988    | 1481 Wikidata   |
| weitere Bilder | Wohnhaus                | Arrenberg Nützenberger Straße 9 b Karte  | | gründerzeitlich                      | 27. September 1988 | 1475 Wikidata   |
| weitere Bilder | Wohnhaus                | Arrenberg Nützenberger Straße 11 Karte   | | 2. Hälfte des 19. Jahrhunderts       | 20. September 1988 | 1472 Wikidata   |
| weitere Bilder | Wohnhaus                | Arrenberg Nützenberger Straße 13 Karte   | | 2. Hälfte des 19. Jahrhunderts       | 15. Oktober 1984   | 164 Wikidata    |
| weitere Bilder | Wohnhaus                | Arrenberg Nützenberger Straße 13 a Karte | | 2. Hälfte des 19. Jahrhunderts       | 15. Oktober 1984   | 165 Wikidata    |
| weitere Bilder | Wohnhaus                | Arrenberg Nützenberger Straße 15 Karte   | | vor 1870                             | 15. September 1992 | 2426 Wikidata   |
| weitere Bilder | Wohnhaus                | Arrenberg Nützenberger Straße 29 Karte   | | um 1870                              | 30. Juli 1992      | 2352 Wikidata   |
| weitere Bilder | Wohnhaus                | Arrenberg Nützenberger Straße 31 Karte   | | gründerzeitlich                      | 12. April 1988     | 1334 Wikidata   |
| weitere Bilder | Wohnhaus                | Arrenberg Nützenberger Straße 33 Karte   | | 1888                                 | 12. April 1988     | 1338 Wikidata   |
| weitere Bilder | Wohn- und Geschäftshaus | Arrenberg Nützenberger Straße 65 Karte   | | 1903                                 | 17. September 1992 | 2433 Wikidata   |
| weitere Bilder | Wohnhaus                | Arrenberg Nützenberger Straße 67 Karte   | | um 1895                              | 16. Januar 1992    | 1999 Wikidata   |
| weitere Bilder | Wohnhaus                | Arrenberg Nützenberger Straße 69 Karte   | | um 1895                              | 16. Januar 1992    | 1998 Wikidata   |
| weitere Bilder | Wohnhaus                | Arrenberg Nützenberger Straße 71 Karte   | | um 1895                              | 17. September 1992 | 2436 Wikidata   |
| weitere Bilder | Wohnhaus                | Arrenberg Nützenberger Straße 73 Karte   | | spätes 19. Jahrhundert               | 21. Februar 1986   | 715 Wikidata    |
| weitere Bilder | Wohnhaus                | Arrenberg Nützenberger Straße 75 Karte   | | um 1895                              | 17. September 1992 | 2437 Wikidata   |
| weitere Bilder | Wohnhaus                | Arrenberg Nützenberger Straße 77 Karte   | | 1898/1899                            | 20. Juli 1993      | 3017 Wikidata   |
| weitere Bilder | Wohnhaus                | Arrenberg Nützenberger Straße 121 Karte  | | zwischen 1900 und 1902               | 16. Juli 1993      | 3010 Wikidata   |
| weitere Bilder | Wohnhaus                | Arrenberg Nützenberger Straße 123 Karte  | | zwischen 1901 und 1903               | 26. Juli 1993      | 3028 Wikidata   |
| weitere Bilder | Wohnhaus                | Arrenberg Nützenberger Straße 125 Karte  | | 1898/99                              | 16. Juni 1993      | 2983 Wikidata   |
| weitere Bilder | Wohn- und Geschäftshaus | Arrenberg Nützenberger Straße 127 Karte  | | 1898/99                              | 16. Juni 1993      | 2984 Wikidata   |
| weitere Bilder | Wohnhaus                | Arrenberg Nützenberger Straße 129 Karte  | eine D-Nummer mit Nützenberger Straße 131                                                                                     | 1885/1886                            | 21. Juli 1993      | 3024 Wikidata   |
| weitere Bilder | Wohnhaus                | Arrenberg Nützenberger Straße 131 Karte  | eine D-Nummer mit Nützenberger Straße 129                                                                                     | 1885/1886                            | 21. Juli 1993      | 3024 Wikidata   |
| weitere Bilder | Wohnhaus                | Arrenberg Nützenberger Straße 133 Karte  | | zwischen 1888 und 1892               | 9. November 1993   | 3172 Wikidata   |
| weitere Bilder | Wohnhaus                | Arrenberg Nützenberger Straße 135 Karte  | eine D-Nummer mit Nützenberger Straße 137                                                                                     | zwischen 1888 und 1892               | 12. November 1993  | 3190 Wikidata   |
| weitere Bilder | Wohnhaus                | Arrenberg Nützenberger Straße 137 Karte  | eine D-Nummer mit Nützenberger Straße 135                                                                                     | zwischen 1888 und 1892               | 12. November 1993  | 3190 Wikidata   |
| weitere Bilder | Wohnhaus                | Arrenberg Nützenberger Straße 139 Karte  | | vor 1895                             | 21. Januar 1992    | 2004 Wikidata   |
| weitere Bilder | Wohnhaus                | Arrenberg Nützenberger Straße 141 Karte  | | zwischen 1888 und 1892               | 11. November 1993  | 3185 Wikidata   |
| weitere Bilder | Brücke                  | Arrenberg Pestalozzistraße Karte         | Wupperbrücke Pestalozzistraße                                                                                                 | 1876                                 | 14. April 2005     | 4221 Wikidata   |
| weitere Bilder | Wohnhaus                | Arrenberg Pestalozzistraße 3 Karte       | | zwischen 1895 und 1897               | 21. Juli 1993      | 3023 Wikidata   |
| weitere Bilder | Wohn- und Geschäftshaus | Arrenberg Pestalozzistraße 4 Karte       | eine D-Nummer mit Friedrich-Ebert-Straße 163                                                                                  | 1897 bis 1898                        | 8. November 1988   | 1497 Wikidata   |
| weitere Bilder | Wohnhaus                | Arrenberg Pestalozzistraße 5 Karte       | | zweite Hälfte des 19. Jahrhunderts   | 12. Dezember 1984  | 215 Wikidata    |
| weitere Bilder | Schwebebahn-Station     | Arrenberg Pestalozzistraße 10 Karte      | Schwebebahnstation Pestalozzistraße. Teil des Denkmals Gesamtanlage Schwebebahn mit der D-Nummer 4035.                        | 1898–1903                            | 26. Mai 1997       | 4035 Wikidata   |
| weitere Bilder | Wohnhaus                | Arrenberg Senefelderstraße 6 Karte       | | 1895/96                              | 16. Juli 1993      | 3012 Wikidata   |
| weitere Bilder | Wohn- und Geschäftshaus | Arrenberg Senefelderstraße 8 Karte       | | zwischen 1895 und 1900               | 18. August 1993    | 3058 Wikidata   |
| weitere Bilder | Wohnhaus                | Arrenberg Senefelderstraße 10 Karte      | | zwischen 1895 und 1897               | 28. Oktober 1993   | 3162 Wikidata   |
| weitere Bilder | Wohnhaus                | Arrenberg Senefelderstraße 11 Karte      | | zwischen 1870 und 1873               | 9. November 1993   | 3170 Wikidata   |
| weitere Bilder | Wohnhaus                | Arrenberg Senefelderstraße 30 Karte      | eine D-Nummer mit Senefelderstraße 32                                                                                         | 1903                                 | 14. Februar 1994   | 3283 Wikidata   |
| weitere Bilder | Wohnhaus                | Arrenberg Senefelderstraße 32 Karte      | eine D-Nummer mit Senefelderstraße 30                                                                                         | 1903                                 | 14. Februar 1994   | 3283 Wikidata   |
| weitere Bilder | Wohn- und Geschäftshaus | Arrenberg Senefelderstraße 34 Karte      | | 1903                                 | 14. Februar 1994   | 3284 Wikidata   |
| weitere Bilder | Turnhalle               | Arrenberg Simonsstraße                   | Turnhalle der Städtische Hauptschule. Eine D-Nummer mit Simonsstraße 34, 36, 36a                                              | 1873                                 | 22. Mai 1991       | 1895 Wikidata   |
| weitere Bilder | Wohn- und Geschäftshaus | Arrenberg Simonsstraße 6 Karte           | | zweites Viertel des 19. Jahrhunderts | 25. Mai 1987       | 1066 Wikidata   |
| weitere Bilder | Krankenhausgebäude      | Arrenberg Simonsstraße 7 Karte           | Ehem. Desinfektionsanstalt mit Remisen, Gebäude 19. Bestandteil des Denkmals Ferdinand-Sauerbruch-Klinikum.                   | 1913                                 | 15. Dezember 1995  | 3831 Wikidata   |
| weitere Bilder | Wohnhaus                | Arrenberg Simonsstraße 9 Karte           | eine D-Nummer mit Simonsstraße 11                                                                                             | zwischen 1860 und 1870               | 24. März 1994      | 3325 Wikidata   |
| weitere Bilder | Wohnhaus                | Arrenberg Simonsstraße 11 Karte          | eine D-Nummer mit Simonsstraße 9                                                                                              | zwischen 1860 und 1870               | 24. März 1994      | 3325 Wikidata   |
| weitere Bilder | Wohnhaus                | Arrenberg Simonsstraße 23 Karte          | | zwischen 1886 und 1888               | 7. März 1994       | 3316 Wikidata   |
| weitere Bilder | Wohnhaus                | Arrenberg Simonsstraße 23 a Karte        | | 1888                                 | 7. März 1994       | 3317 Wikidata   |
| weitere Bilder | Wohnhaus                | Arrenberg Simonsstraße 25 Karte          | | spätes 19. Jahrhundert               | 4. Mai 1990        | 1749 Wikidata   |
| weitere Bilder | Wohnhaus                | Arrenberg Simonsstraße 26 Karte          | | zwischen 1875 und 1895               | 4. Dezember 1991   | 1958 Wikidata   |
| weitere Bilder | Wohn- und Geschäftshaus | Arrenberg Simonsstraße 28 Karte          | | spätes 19. Jahrhundert               | 3. November 1986   | 901 Wikidata    |
| weitere Bilder | Wohnhaus                | Arrenberg Simonsstraße 29 Karte          | | gründerzeitlich                      | 6. Dezember 1991   | 1959 Wikidata   |
| weitere Bilder | Villa                   | Arrenberg Simonsstraße 30 Karte          | | zwischen 1870 und 1873               | 14. März 1995      | 3676 Wikidata   |
| weitere Bilder | Wohnhaus                | Arrenberg Simonsstraße 31 Karte          | | zwischen 1892 und 1895               | 31. März 1994      | 3343 Wikidata   |
| weitere Bilder | Wohn- und Geschäftshaus | Arrenberg Simonsstraße 33 Karte          | | zwischen 1892 und 1895               | 7. März 1994       | 3314 Wikidata   |
| weitere Bilder | Schulgebäude            | Arrenberg Simonsstraße 34 Karte          | Städtische Hauptschule, eine bauliche Einheit mit Simonsstraße 36, eine D-Nummer mit Simonsstraße 36a und Simonsstraße o. Nr. | 1873                                 | 22. Mai 1991       | 1895 Wikidata   |
| weitere Bilder | Wohnhaus                | Arrenberg Simonsstraße 35 Karte          | | zwischen 1892 und 1895               | 19. Januar 1993    | 2678 Wikidata   |
| weitere Bilder | Schulgebäude            | Arrenberg Simonsstraße 36 Karte          | Städtische Hauptschule, eine bauliche Einheit mit Simonsstraße 34, eine D-Nummer mit Simonsstraße 36a und Simonsstraße o. Nr. | 1873                                 | 22. Mai 1991       | 1895 Wikidata   |
| weitere Bilder | Schulgebäude            | Arrenberg Simonsstraße 36 a Karte        | Städtische Hauptschule, eine bauliche Einheit mit Simonsstraße 34, 36, eine D-Nummer mit Simonsstraße o. Nr.                  | 1873                                 | 22. Mai 1991       | 1895 Wikidata   |
| weitere Bilder | Wohn- und Geschäftshaus | Arrenberg Simonsstraße 37 Karte          | | 1891/92                              | 15. März 1990      | 1719 Wikidata   |
| weitere Bilder | Wohn- und Geschäftshaus | Arrenberg Simonsstraße 38 Karte          | | um 1890                              | 12. März 1990      | 1716 Wikidata   |
| weitere Bilder | Wohn- und Geschäftshaus | Arrenberg Simonsstraße 39 Karte          | | spätes 19. Jahrhundert               | 27. Oktober 1986   | 898 Wikidata    |
| weitere Bilder | Wohn- und Geschäftshaus | Arrenberg Simonsstraße 39 a Karte        | | vor 1895                             | 13. August 1992    | 2375 Wikidata   |
| weitere Bilder | Wohnhaus                | Arrenberg Simonsstraße 43 Karte          | | zwischen 1876 und 1880               | 24. März 1994      | 3326 Wikidata   |
| weitere Bilder | Wohn- und Geschäftshaus | Arrenberg Simonsstraße 45 Karte          | | zwischen 1876 und 1886               | 24. März 1994      | 3323 Wikidata   |
| weitere Bilder | Wohn- und Geschäftshaus | Arrenberg Simonsstraße 47 Karte          | eine D-Nummer mit Simonsstraße 47a                                                                                            | gründerzeitlich                      | 27. März 1985      | 371 Wikidata    |
| weitere Bilder | Wohn- und Geschäftshaus | Arrenberg Simonsstraße 47 a Karte        | eine D-Nummer mit Simonsstraße 47                                                                                             | gründerzeitlich                      | 27. März 1985      | 371 Wikidata    |
| weitere Bilder | Wohn- und Geschäftshaus | Arrenberg Simonsstraße 49 Karte          | | zwischen 1876 und 1880               | 24. März 1994      | 3324 Wikidata   |
| weitere Bilder | Wohnhaus                | Arrenberg Simonsstraße 51 Karte          | | gründerzeitlich                      | 26. Januar 1987    | 949 Wikidata    |
| weitere Bilder | Wohnhaus                | Arrenberg Tannenbergstraße 27 Karte      | | zwischen 1876 und 1886               | 31. März 1994      | 3341 Wikidata   |
| weitere Bilder | Schwebebahn-Station     | Arrenberg Tannenbergstraße 28 Karte      | Schwebebahnstation Robert-Daum-Platz. Teil des Denkmals Gesamtanlage Schwebebahn mit der D-Nummer 4035.                       | 1898–1903                            | 26. Mai 1997       | 4035 Wikidata   |
| weitere Bilder | Wohnhaus                | Arrenberg Tannenbergstraße 29 Karte      | | spätes 19. Jahrhundert               | 8. März 1989       | 1538 Wikidata   |
| weitere Bilder | Wohnhaus                | Arrenberg Tannenbergstraße 30 Karte      | | Ende des 19. Jahrhunderts            | 31. August 1984    | 124 Wikidata    |
| weitere Bilder | Wohnhaus                | Arrenberg Tannenbergstraße 32 Karte      | | 1898                                 | 5. Juni 1985       | 509 Wikidata    |
| weitere Bilder | Wohnhaus                | Arrenberg Tannenbergstraße 34 Karte      | | zwischen 1850 und 1870               | 27. Februar 1992   | 2064 Wikidata   |
| weitere Bilder | Wohnhaus                | Arrenberg Treppenstraße 2 Karte          | eine D-Nummer mit Treppenstraße 2a                                                                                            | gründerzeitlich                      | 12. Juli 1990      | 1792 Wikidata   |
| weitere Bilder | Wohnhaus                | Arrenberg Treppenstraße 2 a Karte        | eine D-Nummer mit Treppenstraße 2                                                                                             | gründerzeitlich                      | 12. Juli 1990      | 1792 Wikidata   |
| weitere Bilder | Wohnhaus                | Arrenberg Treppenstraße 4 Karte          | | gründerzeitlich                      | 31. Mai 1990       | 1766 Wikidata   |
| weitere Bilder | Wohnhaus                | Arrenberg Treppenstraße 5 Karte          | | zweite Hälfte des 19. Jahrhunderts   | 25. Oktober 1985   | 632 Wikidata    |
| weitere Bilder | Wohnhaus                | Arrenberg Treppenstraße 6 Karte          | eine D-Nummer mit Treppenstraße 8                                                                                             | gründerzeitlich                      | 1. März 1985       | 325 Wikidata    |
| weitere Bilder | Wohnhaus                | Arrenberg Treppenstraße 7 Karte          | | zweite Hälfte des 19. Jahrhunderts   | 25. Oktober 1985   | 633 Wikidata    |
| weitere Bilder | Wohnhaus                | Arrenberg Treppenstraße 8 Karte          | eine D-Nummer mit Treppenstraße 6                                                                                             | gründerzeitlich                      | 1. März 1985       | 325 Wikidata    |
| weitere Bilder | Wohnhaus                | Arrenberg Treppenstraße 9 Karte          | | 2. Hälfte des 19. Jahrhunderts       | 8. Juni 1990       | 1773 Wikidata   |
| weitere Bilder | Wohnhaus                | Arrenberg Treppenstraße 10 Karte         | | gründerzeitlich                      | 1. März 1985       | 326 Wikidata    |
| weitere Bilder | Wohn- und Geschäftshaus | Arrenberg Treppenstraße 11 Karte         | | 1880                                 | 27. Februar 1992   | 2068 Wikidata   |
| weitere Bilder | Wohnhaus                | Arrenberg Treppenstraße 12 Karte         | eine D-Nummer mit Treppenstraße 14                                                                                            | gründerzeitlich                      | 4. März 1985       | 327 Wikidata    |
| weitere Bilder | Wohnhaus                | Arrenberg Treppenstraße 14 Karte         | eine D-Nummer mit Treppenstraße 12                                                                                            | gründerzeitlich                      | 4. März 1985       | 327 Wikidata    |
| weitere Bilder | Wohnhaus                | Arrenberg Treppenstraße 15 Karte         | | um die Jahrhundertwende              | 6. August 1991     | 1918 Wikidata   |
| weitere Bilder | Wohnhaus                | Arrenberg Treppenstraße 16 Karte         | | gründerzeitlich                      | 4. März 1985       | 328 Wikidata    |
| weitere Bilder | Wohnhaus                | Arrenberg Treppenstraße 19 Karte         | | zweite Hälfte des 19. Jahrhunderts   | 6. August 1985     | 549 Wikidata    |
| weitere Bilder | Treppe                  | Arrenberg Vogelsaue Karte                | Vogelsauer Treppe | 1904                                 | 23. Oktober 1985   | 626 Wikidata    |
| weitere Bilder | Pfarrhaus               | Arrenberg Vogelsaue 73 Karte             | | 1911                                 | 12. September 1989 | 1646 Wikidata   |
| weitere Bilder | Kirche                  | Arrenberg Vogelsaue 77 Karte             | Katholische Kirche St. Joseph                                                                                                 | 1911                                 | 12. September 1989 | 1647 Wikidata   |
| weitere Bilder | Wohnhaus                | Arrenberg Vogelsaue 102 Karte            | | zwischen 1890 und 1900               | 25. Februar 1992   | 2056 Wikidata   |

### Baudenkmäler in Bearbeitung
Folgende Objekte werden noch geprüft oder deren Status ist in der Denkmalliste nicht klar ersichtlich.
| Bild           | Bezeichnung | Lage                             | Beschreibung                                                      | Bauzeit | Eingetragen seit | Denkmal- nummer |
| -------------- | ----------- | -------------------------------- | ----------------------------------------------------------------- | ------- | ---------------- | --------------- |
| weitere Bilder | Brücke      | Arrenberg Moritzstraße Karte     | in Bearbeitung                                                    |         |                  | 0 Wikidata      |
| weitere Bilder | Brücke      | Arrenberg Tannenbergstraße Karte | in Bearbeitung. Denkmaleigenschaft festgestellt am 21. April 1997 |         |                  | 0 Wikidata      |